# Usson
|  | Per a altres significats, vegeu «Usson-en-Forez». |

Usson és un municipi al departament del Puèi Domat (regió d'Alvèrnia-Roine-Alps, França).